# Dennis Nilsen
Pour les articles homonymes, voir Nilsen.
 (juin 2011).
Si vous disposez d'ouvrages ou d'articles de référence ou si vous connaissez des sites web de qualité traitant du thème abordé ici, merci de compléter l'article en donnant les références utiles à sa vérifiabilité et en les liant à la section « Notes et références ».
Dennis Andrew Nilsen, né le 23 novembre 1945 à Fraserburgh en Écosse et mort le 12 mai 2018 à Full Sutton dans le Yorkshire, est un tueur en série et nécrophile britannique, qui aurait tué au moins 15 jeunes hommes avant d'être arrêté et mis en prison à perpétuité.

## Biographie
Né le 23 novembre 1945 à Fraserburgh dans la région écossaise d'Aberdeenshire, Dennis Nilsen est le deuxième des trois enfants d'Elizabeth Duthie Whyte et d'Olav Magnus Moksheim (alias Nilsen), soldat norvégien qui fait la connaissance d'Elizabeth en Écosse en 1940 dans le cadre de la Résistance norvégienne, le couple se mariant en mai 1942 et s'installant dans la maison des parents Whyte. Le couple divorce en 1948, Dennis étant dès lors élevé chez ses grands-parents maternels. Le 31 octobre 1951, son grand-père pêcheur Andrew Whyte meurt d'une crise cardiaque. Dennis racontera dans sa biographie avoir été traumatisé par la vision de son cadavre.
Soldat dans l'Armée de terre britannique où il travaille comme cuisinier de 1961 à 1972, il est ensuite policier pendant onze mois puis employé dans des agences d'emploi. Ses meurtres débutent alors qu'il est cadre administratif dans une agence d'emploi du quartier londonien de Kentish Town. Il décède le 12 mai 2018 d'une embolie pulmonaire et d'hémorragie rétropéritonéale.

### Parcours criminel
Celui qu’on surnomma « l’étrangleur à la cravate » ou le « Jeffrey Dahmer britannique », commence ses crimes à la fin des années 1970.
Pendant cinq ans (1978-1983), Dennis Nilsen tue au moins 15 jeunes gens, de jeunes hommes généralement sans abri ou en rupture familiale. Ses victimes ne sont pas toutes homosexuelles (contrairement à ce que racontent les tabloïds anglais des années 80). En fréquentant les pubs anglais de Londres, c’est là qu’il repère ses futures victimes en les saoulant, avant de les emmener chez lui.
Là, il les étrangle. Il conserve le corps dans son lit, symbole pour lui d’un amant qui lui resterait fidèle. Passé un certain temps, Nilsen se débarrasse du corps. On retrouvera des corps enterrés dans son jardin, enfouis sous son plancher, mais aussi des parties de corps dans des poubelles. De nombreux ossements non identifiables seront également mis au jour ainsi que des corps brûlés ou dissous en partie par l’acide.
C’est grâce à une canalisation bouchée que des voisins auront la puce à l'oreille : surprenant Nilsen en plein nettoyage, ils suspecteront que les os qui bouchaient la canalisation ne sont pas des os de poulet comme il le prétend. Ils préviennent les autorités et Nilsen est arrêté le 9 février 1983 par la police anglaise, qui découvre les restes de trois victimes dans la maison.
Ce jour-là, Nilsen avoue 16 meurtres. Un grand nombre de ses victimes ne sont pas identifiées et pour la plupart n’avaient pas été portées disparues car sans abri.
Le procès débute le 24 octobre 1983. Nilsen, qui avait pourtant avoué, plaide non coupable, espérant être reconnu comme irresponsable par les autorités médicales. Les experts psychiatriques le déclarent en pleine possession de ses facultés mentales. Le 4 novembre 1983, la justice anglaise le condamne à la prison à perpétuité.
En 1992, il commence à écrire en prison sa biographie (Nilsen : mémoires d’un homme qui se noie). Dans un premier temps, les autorités pénitentiaires lui confisquent ses écrits, mais la justice donne raison à Nilsen qui a la permission de continuer à écrire.
Quatre cents pages plus tard, la justice se penche à nouveau sur le manuscrit et découvre le contenu macabre où Nilsen décrit avec détails des démembrements et des actes de nécrophilie.
En 2001, Nilsen poursuit sa prison en justice pour discrimination sexuelle : les vidéos et revues gays lui sont interdites alors que les prisonniers hétérosexuels ont accès à des films et magazines spécialisés.
En décembre 2003, la justice rend son verdict sur le manuscrit de Nilsen. Le tribunal signifie à Nilsen l’interdiction de poursuivre sa biographie et le manuscrit est saisi.

### Documentaire télévisé
- « L’étrangleur à la cravate » dans Ces crimes qui ont choqué le monde sur Numéro 23, RMC Découverte et Investigation.
- « Dennis Nilsen » dans Portraits de criminels sur RMC Story et sur RMC Découverte.
- Rencontre avec le mal - Episode: Frissons macabres sur RMC Story
- Dennis Nilsen : Mémoires d’un meurtrier, Michael Harte, Netflix, 2021

#### Mini-série
- Des (série télévisée), mini-série de 3 épisodes qui s'inspire de l'affaire.